# Сендвіч-покоління
Сендвіч-покоління, або «покоління сендвіча» (англ. Sandwich generation) — визначення 1981 року американської дослідниці Дороті Міллер (Dorothy A. Miller) для людей у віці від 45 до 65 років, які маю зобов'язання як з догляду та утримання літніх батьків, так і з допомоги дорослим дітям.
За даними Pew Research Center, який 2013 року досліджував «покоління сендвіча», майже половина (47 %) жінок і чоловіків віком від сорока до п'ятдесяти років виховують дитину або фінансово допомагають повнолітнім дітям; при цьому їхнім власним батькам шістдесят п'ять років і більше. За тими ж даними, один із семи (15 %) дорослих середнього віку фінансово допомагає і батькам, і дітям. 
Складнощі «сендвічів» пояснюють психологічними причинами: високий тиск відповідальності, внутрішні переживання, людина не може впоратися з балансом ролей, починає звинувачувати себе. 
Серед економічних проблем, зокрема, виділяють високу вартість університетської освіти, через яку випускники вишів можуть залишитися з великими кредитами і вимушено мешкають із батьками.